# يو إف سي 24
يو إف سي 24: الدفاع الأول (بالإنجليزية: UFC 24: First Defense)‏ هو حدث لفنون القتال المختلطة نظمته يو إف سي، أُقيم في 10 مارس 2000، على مركز ليك تشارلز سيفيك في ليك تشارلز، لويزيانا، الولايات المتحدة.